# Patricia Castañeda
Patricia Castañeda Giraldo (Cali, Colombia, 16 de febrero de 1978) es una actriz, directora, cineasta y escritora colombiana.

## Biografía
Conocida por interpretar personajes controversiales y feministas. Escritora de la novela Virginia Casta, ganadora de Latino Book Award NYC. Contadora de historias en novelas, libros, guiones de cine y cuentos. Estando en el colegio se presentó a una audición para un programa de televisión para niños Brújula Mágica (producido por Audiovisuales), la ganó y fue presentadora del show por más de 4 años. Su primer trabajo como actriz fue El Oasis junto con la exitosa cantante Shakira, en el que interpretó a la coqueta roba amores Bibiana. Interrumpió sus estudios de arquitectura, sexto semestre, para dedicarse por completo a la actuación al ser ofrecido el personaje protagónico de la serie Tiempos difíciles, por la que fue nominada a mejor actriz en el Festival de Cine de Cartagena. Una vez terminó el rodaje se trasladó a Nueva York a estudiar arte dramático en la escuela HB Studio por 3 años. En esta misma época, se inscribió en clases de escritura creativa con Robert Auleta en la School of Visual Arts.
La llamaron de Caracol TV Colombia para unirse al elenco de Pecados capitales, la mejor comedia del año haciendo el papel de Caridad. Luego llegó el protagónico en otra serie de televisión La saga, negocio de familia, La Tormenta y su primera película, Otros, dirigida por Óscar Campo. En el 2006, interpretó a Valeria en la película Satanás dirigida por Andi Baiz Ochoa, a una reportera batiperra en el cortometraje Ciudad Crónica que ganó en el Festival de Cine de Bogotá, y el de Grand Lady El amor en los tiempos del cólera dirigida por Mike Newell, adaptación de la novela homónima de Gabriel García Márquez.
Paralelo a su trabajo interpretativo y como un complemento, ha escrito desde el colegio. Su primer trabajo lo publicaron en el periódico de donde se graduó, el colegio Colombo Británico. Su segunda historia-artículo fue publicada en la revista Soho, una de las más leídas en Colombia y le fue otorgado una columna fija en donde escribió por un año. En el 2006, escribió su primer libro Manual para Salir de la Tusa, publicado por Editorial Norma. Escribió esporádicamente para revistas y su cuento "El palo de golf" fue publicado en el periódico El País de Cali. Ese cuento formó parte de los 10 cuentos de su primer libro La Noche del Demonio y Otros Cuentos publicado en el 2007 por Villegas Editores. Participó en la producción de la adaptación colombiana de la serie Camera Café. Regresó a la televisión de la mano de la serie de Sony, Los caballeros las prefieren brutas; Canal Caracol El Cartel II.
En noviembre de 2010, inició la filmación de la segunda temporada de Los caballeros las prefieren brutas, regresó con su personaje de Hanna. La producción sfue emitida por el canal Sony.
Durante el Festival de Cine de Cartagena 2011, se estrenó la película La vida era en serio, la ópera prima de Mónica Borda, donde Patricia interpreta un papel secundario.
Paralelo a su trabajo de actriz, el cual ha sido de los más consolidados, Patricia es escritora. En diciembre de 2010 publicó su primera novela, Virginia Casta, una historia romántica que gira alrededor de una mujer de 29 años, a quien su abuela le lee el tarot y le pronostica despido del trabajo, peligro con el agua y matrimonio. la novela ganó premio Mejor Novela, en *Latino Book Awardde NYC.
Patricia escribió el guion, ROA, con Andi Baiz, adaptación de la novela El crimen del siglo. El guion ha ganado varios premios, entre ellos CNAC, la película inauguró Festival de Cine de Cartagena 2010.
En el 2016, *Claudio Cataño su esposo la invitó a ser parte del reparto de la película Moria, con ella Patricia es nominada a mejor actriz por la Academia de Cine de Colombia, en los premios Macondo. 

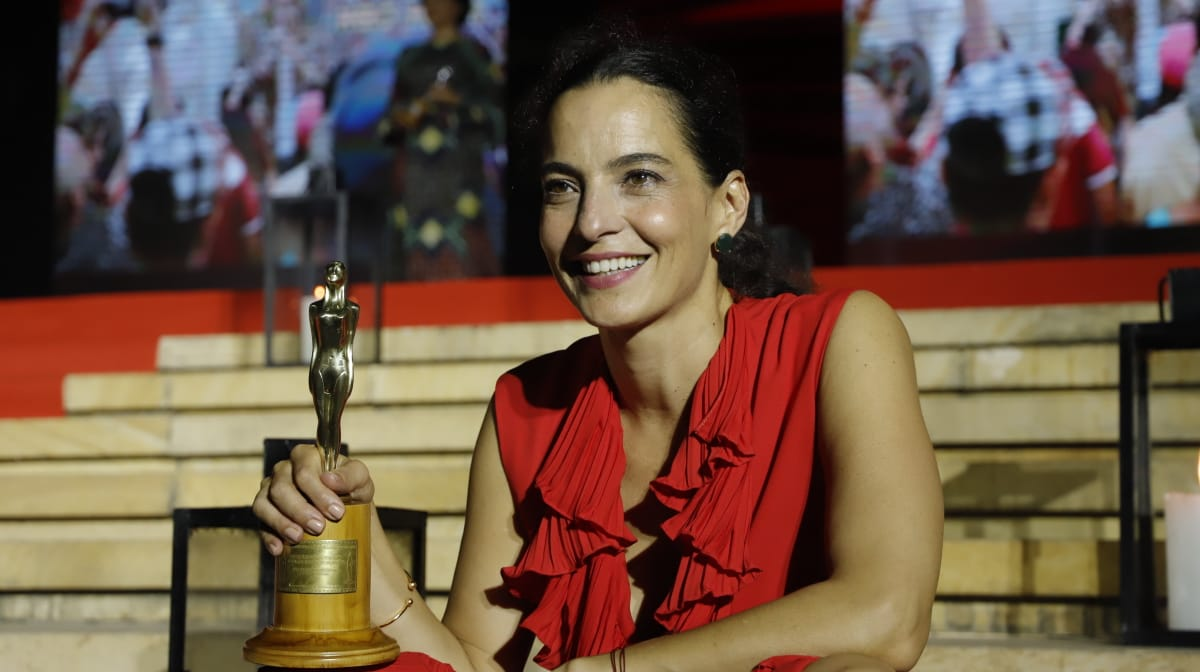
India Catalina Award Best Leading Actress

La novela escrita por Patricia, Virginia Casta, y ganadora del premio Mejor Novela, en *Latino Book Awardde NYC fue llevada al cine. Adaptada por el actor y director *Claudio Cataño, Virginia Casta se estrenó en Colombia en julio del 2017. Aclamada por la crítica y el público, *Virginia Casta es una historia de amor negro en medio del mundo social.
En enero del 2017 Patricia fue invitada a ser parte del cast de la serie de RCN La ley del corazón su personaje es el personaje invitado más reconocido y de mayor impacto en los televidentes.
En diciembre fue llamada de Teleantioquia para ofrecerle personificar a la artista más importante de Colombia: Débora Arango Patricia aceptó de inmediato, es el reto más grande como artista. Residió en Medellín dos meses antes de comenzar grabaciones, trabajando en el acento paisa, estudiando la obra de la maestra, aprendiendo a trabajar la técnica que Débora Arango trabajó. Fueron dos meses de intenso conocimiento para llegar a convertirse en la maestra Débora Arango, la maestra transgresora, y vanguardista que Colombia intentó callar durante años.

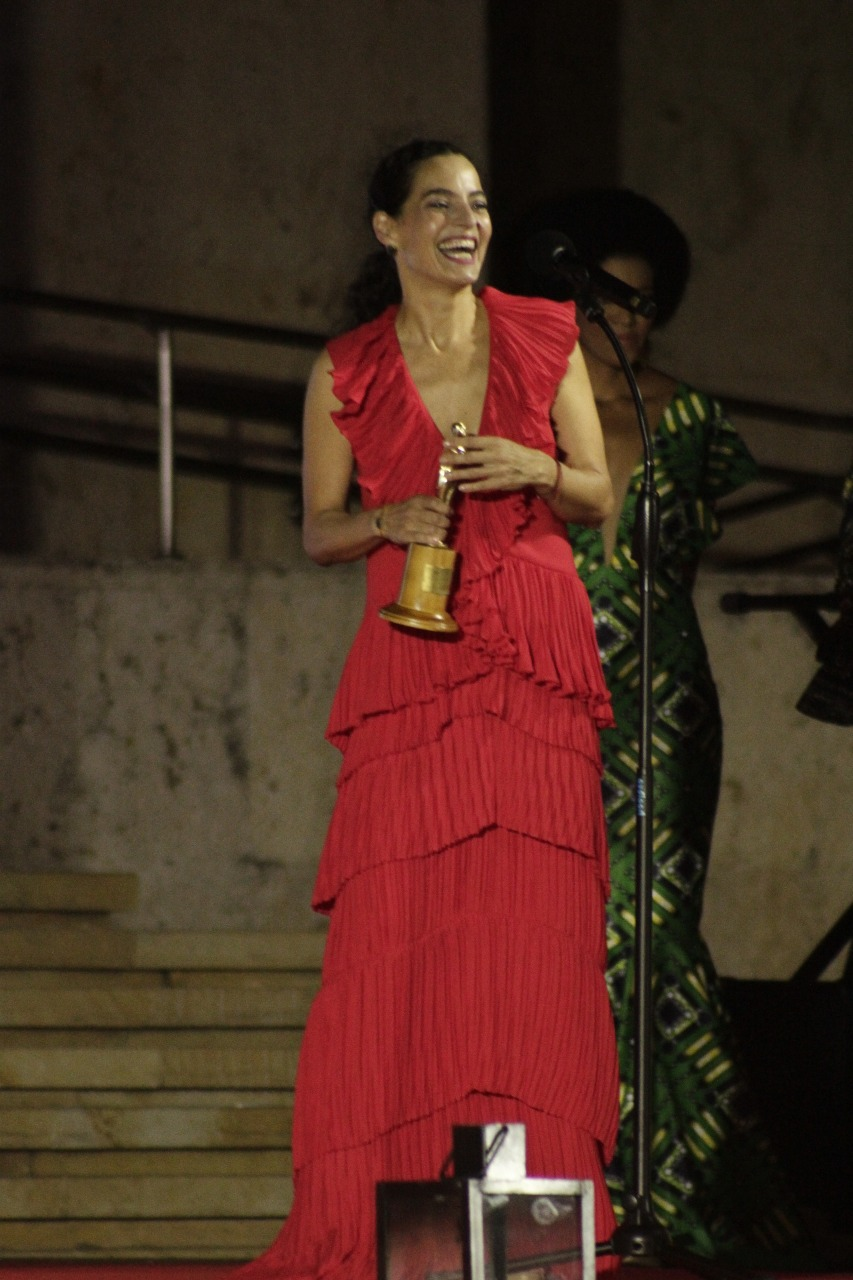
India Catalina Best Leading Actress 2019

Ganó el máximo reconocimiento de actuación en Colombia: India Catalina a mejor actriz principal 2019.
Dirigió y escribió el cortometraje Canal St, el cual se presentó a nivel nacional en las salas de cine Colombia en mayo de 2020.
En 2021 ganó la convocatoria Samrtfilms Grandes Historias Pequeñas Cámaras con el cortometraje el Viejo y Romero, escrito y dirigido por ella.  
Luego de producir dos largometrajes, VIRGINIA CASTA, MORIA dirigida por Claudio Cataño, se lanzó a escribir y dirigir su ópera prima: ESTIMADOS SENORES, película filmada en 2023 bajo la Producción de Álvaro Gutiérrez. La película se encuentra para estrenar en salas en 2024.

## Filmografía

### Televisión
- El Oasis (1994) — Bibiana (1994)
- Tiempos difíciles (1996) — Paula Córtez
- Pecados capitales (2002) — Caridad González
- La saga, negocio de familia (2004) — Patricia Angarita
- La mujer en el espejo (2004) — Alcira Giselle González
- Vuelo 1503 (2005)
- Decisiones (2005)
- La tormenta (2006) — Magdalena Camacho Segura
- Mujeres asesinas (2007) — Rosario, Amiga
- Cámara Café (2008) — Tata (la publicista)
- 'Aquí no hay quien viva (2008) — Martha Patricia
- Los caballeros las prefieren brutas (2015) — Hannan de la Espriella
- 3 milagros (2011) _ Jr. Ruiz
- El Cartel 2 (2010) — Olga de Martínez, esposa de "Pirulito"
- El laberinto (2012)
- Tu voz estéreo (2012)
- La promesa (2013) — Lucía León
- Mentiras perfectas (2013) — Amparo
- Amor sin reserva (2015) —  Aranza Hernández
- 'El laberinto de Alicia' (2014) — Sofía Villegas
- Narcos (2016)
- La ley del corazón (2017) — Marcela
- Nadie me quita lo bailao (2018)
- Débora, la mujer que desnudó a Colombia (2018) — Débora Arango

## Programas
- Brújula Mágica (1994) — Presentadora
- Desafío 2004 (2004) — Participante

## Cine
Guionista:
- Roa (2011) — Dirigida por Andrés Baiz
- Estimados Señores (2024) —

Directora
- Estimados Señores (2024) —

- Perder es cuestión de método (2004) — Secretaria Consejo
- Satanás (2006) — Valeria
- El amor en los tiempos del cólera (2006) — Lady
- Yo soy otro (2008) — Alejandra
- La vida era en serio (2011) — Luisa
- Pacífico (2016) — Julia
- Moria (2016) — Ana
- Virginia Casta (2017) — Mama Virginia
- Regreso a casa (2017) — Victoria

## Teatro
- ¿Se siente usted bien? (2006)
- La cena de los idiotas (2007)
- Una puta en el manicomio (2007)
- La vida era en serio (2008)

## Libros
- Manual para salir de la Tusa.
- La noche del demonio y otros cuentos.
- Virginia Casta.

## Radio
- El Gallo en Radioacktiva Colombia (1996)
- La hora del regreso en La W Radio Colombia (2005).
- Al fin de la semana en RCN Radio Colombia (2008)

## Premios y nominaciones

### Premios de la Academia Colombiana de Cine
| Año  | Categoría               | Producción | Resultado |
| ---- | ----------------------- | ---------- | --------- |
| 2017 | Mejor actriz de reparto | Moria      | Nominada  |

### Premios TVyNovelas
| Año  | Categoría                             | Telenovela                          | Resultado |
| ---- | ------------------------------------- | ----------------------------------- | --------- |
| 2015 | Mejor actriz de reparto de telenovela | El laberinto de Alicia              | Ganadora  |
| 2012 | Mejor actriz de reparto de serie      | Los caballeros las prefieren brutas | Nominada  |
| 1998 | Mejor actriz protagónica de serie     | Tiempos difíciles                   | Nominada  |

### Premios India Catalina
| Año  | Categoría                                      | Telenovela o Serie                      | Resultado |
| ---- | ---------------------------------------------- | --------------------------------------- | --------- |
| 2019 | Mejor actriz protagónica de telenovela o serie | Débora, la mujer que desnudó a Colombia | Ganadora  |
| 2019 | Mejor talento favorito del público             | Débora, la mujer que desnudó a Colombia | Nominada  |
| 2015 | Mejor actriz de reparto de telenovela o serie  | El laberinto de Alicia                  | Nominada  |
| 1997 | Mejor actriz principal                         | Tiempos difíciles                       | Nominada  |